# Surju
Surju är en by i sydvästra Estland. Den är centralort Surju kommun i landskapet Pärnumaa, 130 km söder om huvudstaden Tallinn. Surju ligger 10 meter över havet och antalet invånare är 271.
Runt Surju är det mycket glesbefolkat, med 3 invånare per kvadratkilometer. Närmaste större samhälle är Paikuse, 17 km norr om Surju. I omgivningarna runt Surju växer i huvudsak blandskog. Vid Surju möts vattendragen Surju oja och Reiu jõgi.